# Bruno Bartoletti
Bruno Bartoletti (Sesto Fiorentino, 10 giugno 1926 – Firenze, 9 giugno 2013) è stato un direttore d'orchestra italiano.

## Biografia
Ha compiuto gli studi musicali presso il conservatorio Luigi Cherubini di Firenze.
Esordisce il 3 gennaio 1954 dirigendo nella replica nel Teatro Comunale di Firenze di "Rigoletto" con Gianni Raimondi, Aldo Protti ed Ugo Novelli.
Il 1º luglio dello stesso anno ha sposato la maestra elementare Rosanna Sandretti con la quale ha avuto due figlie ed ha vissuto fino alla morte di lei (2 agosto 2011).
Il suo nome è legato alla città di Firenze dove ha ricoperto per molti anni la carica di Direttore Stabile del Maggio Musicale Fiorentino e, dal 1985 al 1991, di direttore artistico.
È stato direttore stabile all'Opera di Copenaghen ed all'Opera di Roma dal 1965 al 1973. Inoltre, dal 1964, è stato prima codirettore con Pino Donati e quindi dal 1975 al 1999 direttore stabile e direttore artistico all'Opera di Chicago. A Chicago dal 1956 al 2007 ha diretto oltre 600 rappresentazioni di 55 opere.
Specializzato nel repertorio operistico, ha lavorato con le orchestre dei più prestigiosi teatri italiani, come il Teatro alla Scala di Milano, il Teatro Regio di Parma, l'Opera di Roma, il Teatro comunale di Firenze, il San Carlo di Napoli, il Teatro Regio di Torino.
Ha realizzato anche incisioni discografiche con alcuni tra i più grandi interpreti della lirica, tra cui Luciano Pavarotti, Plácido Domingo, Renata Tebaldi, Montserrat Caballé.
Nel 2001 è stato nominato Cavaliere di Gran Croce dell'Ordine al merito della Repubblica italiana.
Dal 2002 è stato direttore musicale della Fondazione Teatro Regio di Parma.
Il 15 maggio 2009 gli è stata conferita la cittadinanza onoraria di Firenze
È scomparso alla vigilia dell'ottantasettesimo compleanno.

## Discografia
- 1972 - Puccini: Manon Lescaut - Ambrosian Opera Chorus/Bruno Bartoletti/Montserrat Caballé/New Philharmonia Orchestra/Plácido Domingo, EMI/Warner
- 1973 - Puccini: Suor Angelica - Katia Ricciarelli/Orchestra dell'Accademia nazionale di Santa Cecilia/Bruno Bartoletti, SONY BMG/RCA
- 1993 - Antonietta Stella sings italian opera arias - Antonietta Stella/Orchestra del Teatro alla Scala di Milano/Bruno Bartoletti, Deutsche Grammophon
- 1994 - Puccini: Gianni Schicchi - Bruno Bartoletti/Coro & Orchestra del Maggio Musicale Fiorentino/Coro Di Voci Bianchi "Guido Monaco" di Prato/Leo Nucci/Mirella Freni/Roberto Alagna, Decca
- 2001 - Rossini: Il Barbiere di Siviglia - Bruno Bartoletti/Giorgio Tadeo/Nicola Monti/Renato Capecchi/Gianna D'Angelo/Bavarian Radio Symphony Orchestra, (Deutsche Grammophon)
- 2004 - Beethoven: Piano Concertos Nos. 1 & 3 (Doremi Records)
- 2004 - Verdi: Il Trovatore (Arts Music)
- 2005 - Ponchielli: La Gioconda Bartoletti/Caballé/Pavarotti, 1980 (Decca)
- 2005 - Donizetti: Roberto Devereux (Myto Records Italy)
- 2006 - Verdi: Ballo in maschera Bartoletti/Pavarotti/Tebaldi, Decca
- 2006 - Gaetano Donizetti: Lucia di Lammermoor (Myto Records Italy)
- 2008 - Puccini: Trittico Bartoletti/Freni/Nucci/Alagna, 1991 Decca
- 2008 - Rossini: La Gazza Ladra - Orchestra & Chorus of Maggio Musicale Fiorentino/Bruno Bartoletti, Opera d'Oro
- 2008 - Best Puccini 100 (EMI Classics)
- 2010 - Giuseppe Verdi: Nabucco (Indie Europe/Zoom)

## DVD & BLU-RAY parziale
- Puccini, Tosca (film 1976) - Bartoletti/Kabaivanska/Domingo, regia Gianfranco De Bosio, 1976 Decca
- Puccini: La Bohème (La Scala, 2003) - Marcelo Álvarez/Natale De Carolis, regia Franco Zeffirelli, Arthaus Musik
- Rossini: La Gazza Ladra (Cologne Opera, 1987) - Ileana Cotrubaș, Arthaus Musik
- Verdi: Giovanna d'Arco (Teatro Regio di Parma, 2008) - Renato Bruson, regia Gabriele Lavia, C Major
- Verdi: Macbeth (Teatro Regio di Parma, 2006) - Leo Nucci, regia Liliana Cavani, C Major